# 配偶子
配偶子（はいぐうし、英: gamete ）とは、生物における生殖細胞のうち、接合して新しい個体を作るものをいう。

## 配偶子の分化
一部の藻類などには、特別な配偶子を形成せず体細胞が配偶子として振る舞う例も見受けられるが、多くの真核生物は有性生殖に際して配偶子を形成する。接合する配偶子の間に大きさや形の差がない場合、そのようなものを同形配偶子、それらの接合を同形配偶子接合と呼ぶ。
大きくて栄養を蓄えた配偶子と、小型で運動性に富む配偶子の2つに分化が起きている場合、それを異形配偶子、その接合を異形配偶子接合と呼ぶ。大きい方の運動性がない配偶子を特に卵とよび、小さい方の配偶子を精子と呼び、その場合の接合を受精と呼ぶ。
配偶子の接合により、生じたものを接合子と呼ぶ。

## 配偶子の形成
配偶子は接合して接合子を生じるので、配偶子の染色体数は接合子の染色体数の半分である。ごくわずかの例外を除き、動物では卵と精子の接合（受精）によって生じた受精卵は、体細胞分裂によって発生、分化、成長し、ふたたび配偶子を作る事になる。そのため、配偶子を形成する際に、染色体数を半減するような分裂を行う。これを減数分裂という。
陸上植物（コケ・シダ・種子植物）では、減数分裂によって配偶子ではなく、胞子が形成される。胞子は単独で成長して配偶体を形成し、配偶体内で体細胞分裂によって配偶子がつくられることになる。

## 性の分化
配偶子には、接合する上でのタイプがあり、同タイプの配偶子同士では接合せず、異なるタイプの配偶子間で接合する。この接合に関するタイプが接合型あるいは性と呼ばれる。
同形配偶子の場合、形態的に接合のタイプを区別できないため、雌性・雄性という語は用いないが、異形配偶子の場合、大きい配偶子（大配偶子）を雌性配偶子、小さい配偶子（小配偶子）を雄性配偶子と呼ぶ。したがって、卵は雌性配偶子、精子は雄性配偶子である。
個体の性は、その個体がどちらのタイプの配偶子をつくるかによって決められる。大配偶子を形成する個体が雌、小配偶子を形成する個体が雄である。したがって、卵巣・精巣をともにもち、卵・精子ともにつくる動物（雌雄同体）では、個体の雌雄を区別することはしない（くわしくは性別を参照）。